# Lövträdsknoppvecklare
Lövträdsknoppvecklare (Spilonota ocellana) är en fjärilsart som först beskrevs av Michael Denis och Ignaz Schiffermüller 1775.  Lövträdsknoppvecklare ingår i släktet Spilonota, och familjen vecklare. Arten är reproducerande i Sverige.

## Bildgalleri

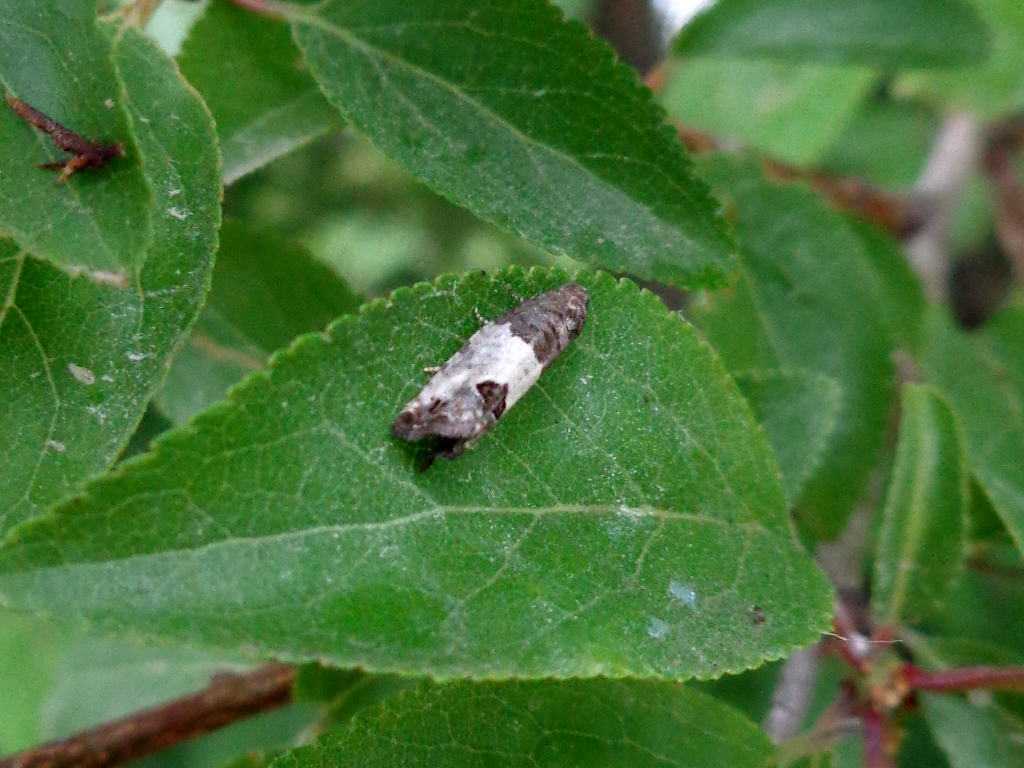